# قائمة رؤساء ساحل العاج
قائمة رؤساء ساحل العاج هي قائمة الذين شغلوا منصب رئيس جمهورية كوت ديفوار منذ استقلال البلاد في 1960.يشغل منصب رئيس جمهورية ساحل العاج الحسن واتارا رئيسًا منذ 4 ديسمبر 2010.

## القائمة

### رموز سياسية
؛احزاب سياسية
- الحزب الديمقراطي لساحل العاج – التجمع الديمقراطي الأفريقي (PDCI–RDA)

- الجبهة الشعبية الإفوارية (FPI)

- تجمع الجمهوريين (RDR)

؛ فصائل أخرى
- الجيش

رموز
- §  انتخب بدون معارضة
- †  توفي في المنصب

## القائمة
| م. | الصورة              | الاسم (الميلاد–الوفاة)          | الانتخابات                         | فترة الحكم     | فترة الحكم     | فترة الحكم         | الحزب                                                     | نائب الرئيس |
| م. | الصورة              | الاسم (الميلاد–الوفاة)          | الانتخابات                         | استلم المنصب   | ترك المنصب     | مدة الحكم          | الحزب                                                     | نائب الرئيس |
| -- | ------------------- | ------------------------------- | ---------------------------------- | -------------- | -------------- | ------------------ | --------------------------------------------------------- | ----------- |
| 1  |                     | فيليكس أوفوي بوانيي (1905–1993) | 1960 1965 1970 1975 1980 1985 1990 | 3 نوفمبر 1960  | 7 ديسمبر 1993  | 33 سنوات و34 أيام  | الحزب الديمقراطي لساحل العاج – التجمع الديمقراطي الأفريقي | لم ينشأ     |
| 2  |                     | هنري كونان بيديه (2023-1934)    | 1995 ‏                              | 7 ديسمبر 1993  | 24 ديسمبر 1999 | 6 سنوات و17 أيام   | الحزب الديمقراطي لساحل العاج – التجمع الديمقراطي الأفريقي | لم ينشأ     |
| 3  |                     | روبرت غيى (1941–2002)           | —                                  | 24 ديسمبر 1999 | 26 أكتوبر 2000 | 307 أيام           | عسكري                                                     | لم ينشأ     |
| 4  |                     | لوران غباغبو (مواليد 1945)      | 2000                               | 26 أكتوبر 2000 | 11 أبريل 2011  | 10 سنوات و167 أيام | الجبهة الشعبية الإفوارية                                  | لم ينشأ     |
| 5  |                     | الحسن واتارا (مواليد 1942)      | 2010 2015 2020                     | 4 ديسمبر 2010  | في المنصب      | 14 سنوات و45 أيام  | تجمع الجمهوريين                                           | لم ينشأ     |
| 5  | دانيال كابلان دنكان | الحسن واتارا (مواليد 1942)      | 2010 2015 2020                     | 4 ديسمبر 2010  | في المنصب      | 14 سنوات و45 أيام  | تجمع الجمهوريين                                           |             |

## هوامش
1. ↑  القائم بأعمال الرئيس حتى 22 أكتوبر 1995.
2. ↑   خلع في انقلاب
3. ↑  عين رئيس للجنة الوطنية للإنقاذ العام حتى 4 يناير 2000.
4. ↑  خلع الحرب الأهلية الثانية في ساحل العاج.